# As de Segovia

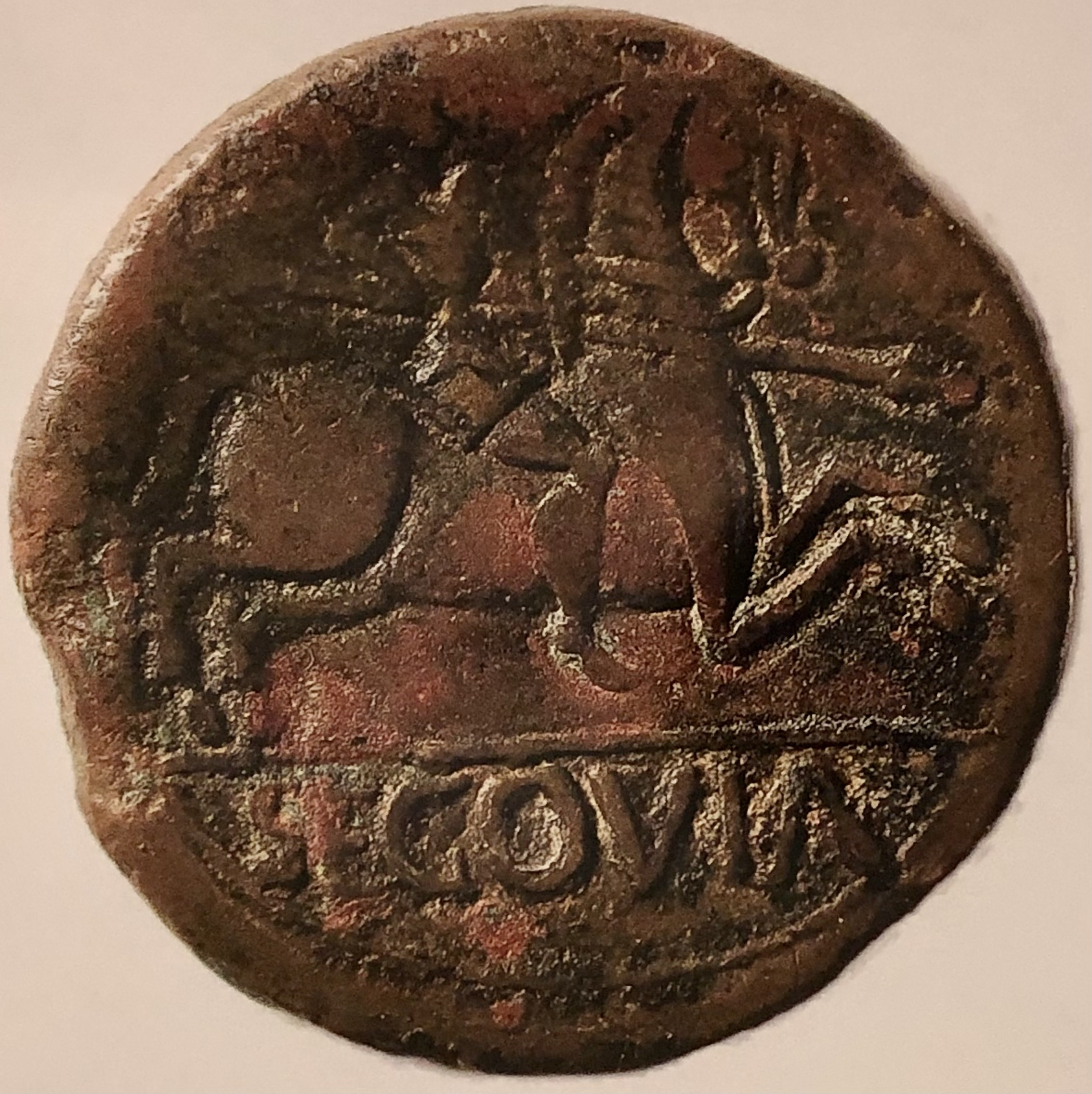
Moneda romana conocida como el As de Segovia

El conocido como As de Segovia es una moneda romana del siglo I a. C., en la que se documenta por primera vez el nombre de Segovia.

## Historia
El as de Segovia se acuñó entre los años 30 y 20 a. C.  En el museo de la Real Casa de la Moneda de Segovia se expone un ejemplar cedido por un particular.

## Descripción
En su anverso aparece un retrato del emperador Augusto entre una C y una L. Estas iniciales podrían corresponder a alguna de las siguientes personas: 
- Cayo y Lucio césares, herederos de Augusto;
- un magistrado local;
- una personalidad indígena.

En el reverso muestra un jinete con una lanza. Debajo del mismo aparece la inscripción SEGOVIA.
La moneda tiene un peso de unos 8 gramos.

## Simbología
Este tipo de moneda ha sido utilizado a lo largo del siglo XX como símbolo de la ciudad por ser el primer soporte que muestra el nombre inalterado de la ciudad hasta la actualidad. Por ejemplo, muchas de las publicaciones del Instituto Diego de Colmenares llevaban el As de Segovia grabado en su portada.